# تشلناب
تشلناب هي قرية في مقاطعة ورزقان، إيران. عدد سكان هذه القرية هو 200 في سنة 2006.